# Гидравлический дроссель
Дро́ссель — регулирующий гидроаппарат, предназначенный для создания гидравлического сопротивления потоку жидкости. Дополнительное гидравлическое сопротивление создаётся за счёт изменения проходного сечения потока жидкости. Изменением гидравлического сопротивления гидродросселя создаётся необходимый перепад давлений на тех или иных элементах гидросистем, а также изменяется величина потока жидкости, проходящего через гидродроссель.

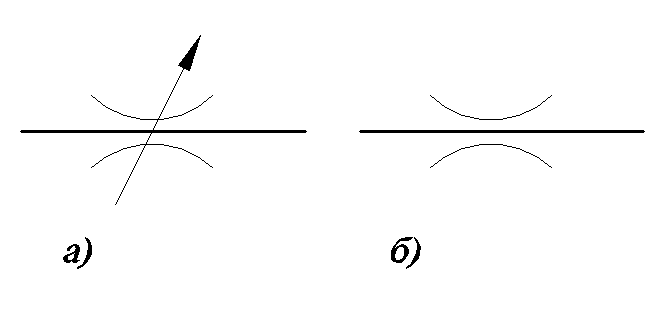
Условное графическое обозначение гидродросселя: а) регулируемый гидродроссель; б) нерегулируемый гидродроссель

Гидродроссели по типу запорного элемента подразделяются на игольчатые, золотниковые, щелевые, тарельчатые и др.
Регулируемый дроссель — это такой дроссель, у которого площадь его проходного сечения можно менять путём воздействия на его запорно-регулирующий элемент извне.
Иногда функцию гидродросселя выполняют гидрораспределители.
Гидродроссели используются в системах дроссельного регулирования гидропривода. Также гидродроссели используются в системах водоснабжения.